# Jeanne d’Urfé
Jeanne Marquise d’Urfé (* 1705; † 13. November 1775) war eine französische Okkultistin und Gönnerin mehrerer berühmter Abenteurer.

## Leben und Wirken
Sie war die Tochter von Nicolas-Pierre Camus de Pontcarré (1667–1734), dem ersten Präsidenten des Parlaments von Rouen, Président du Parlement de Normandie. Am 21. September 1724 heiratete sie den zwanzigjährigen Louis-Christophe de Larochefoucauld de Lascaris, Marquis d’Urfé et de Langeac, Graf von Sommerive (1704–1734), der als Offizier zehn Jahre später auf einem Feldzug bei Tortana an den Blattern starb und sie als sehr vermögende Witwe mit drei Kindern zurückließ.
Die Marquise d’Urfé zeigte zeitlebens ein intensives Interesse an allen Formen des Okkultismus und machte die Bekanntschaft sowohl des Grafen von Saint-Germain als auch von Cagliostro, beide im Okkultismus bewanderte Abenteurer.
In reiferen Jahren wurde sie die freigiebige Freundin von Giacomo Casanova. Nach 1763 wurde Casanova jedoch durch den Abenteurer Giacomo Passano in ihrer Gunst abgelöst.
In dem Film Fellinis Casanova (1976) von Federico Fellini wird sie von Cicely Browne dargestellt.